# Glacera Morteratsch
La glacera Morteratsch (en romànic: Vadret da Morteratsch) és la glacera més gran de la serralada del Bernina. Es troba al cantó dels Grisons a l'alta Engiadina.
Té una longitud màxima de 7 km amb un desnivell de 2.000 m i acaba al punt més alt a la Punta Perrucchetti a 4.020 m. Cobreix amb la glacera Pers uns 16 km².
Entre 1878 i 1998, la glacera ha retrocedit 1,8 km amb una mitjana anual d'aproximadament 17,2 metres. El retrocés s'ha accelerat aquests últims anys (1999-2005) amb una mitjana de 30 metres per any.
A la confluència amb la glacera Pers, la glacera Morteratsch es comporta com un embassament natural bloquejant les aigües d'escorrentia i a l'origen d'un petit llac.

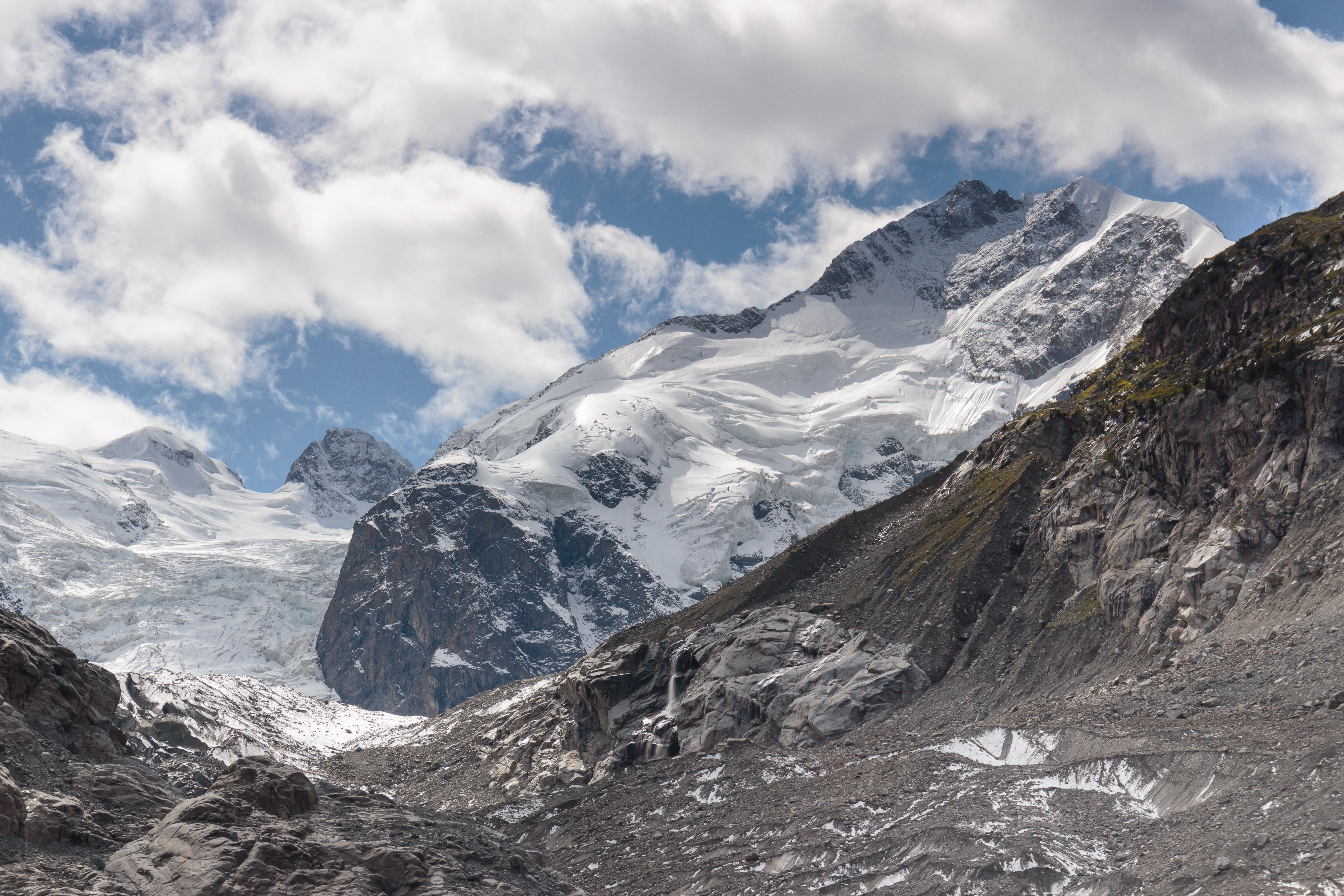
Camí cap a la llengua de la glacera Morteratsch.

## Turisme
Als seu marge occidental hi ha el refugi Bovalhütte, a 2.495 m.
El ferrocarril del Bernina (amb l'estació de Morteratsch) porta els turistes als peus de la glacera.

## Llegendes
La glacera del Morteratsch ha inspirat una acolorida llegenda, que fa derivar el nom de la glacera de la mort del pastor Erattsch i del seu infeliç amor.

## Galeria d'imatges

Imatges històriques
1788
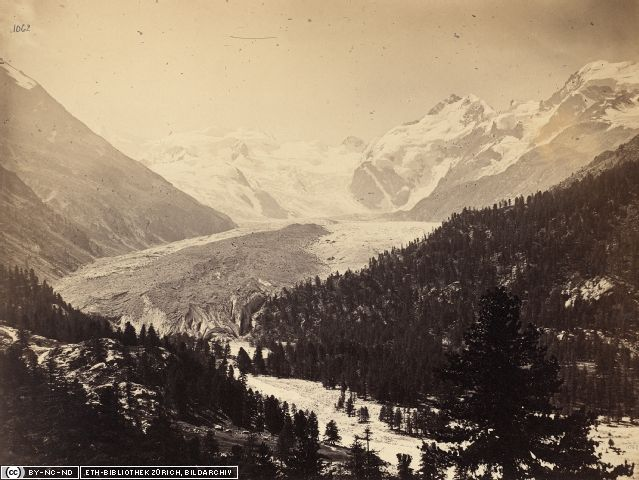
1867
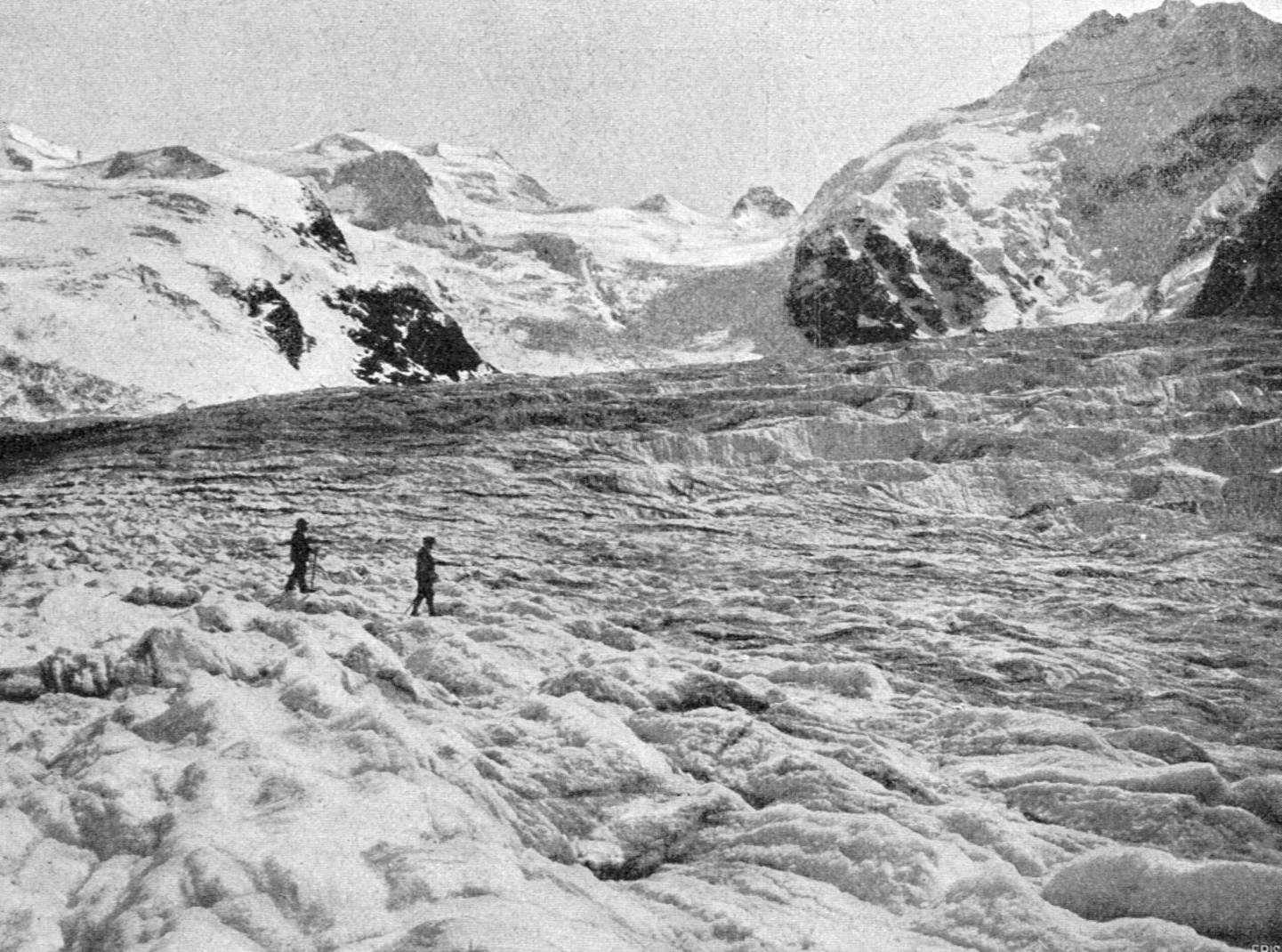
1890
1919
1939
1954